# بلادون اسپرینگز (آلاباما)
بلادون اسپرینگز (به انگلیسی: Bladon Springs) یک منطقهٔ مسکونی در ایالات متحده آمریکا است که در شهرستان چاکتاو، آلاباما واقع شده‌است. بلادون اسپرینگز ۲۸٫۹۶ متر بالاتر از سطح دریا واقع شده‌است.